# Anwar Ahmed
Anwar Ahmed fue una feminista paquistaní, que se desempeñó como presidenta de la Comisión de la Condición Jurídica y Social de la Mujer de las Naciones Unidas en 1958 y posteriormente como sexta presidenta de la Alianza Internacional de Mujeres de 1964 a 1970.
Fue dirigente de la Asociación de Mujeres de Pakistán que llevó a cabo una reforma del derecho de familia sin embargo apenas han quedado referencias sobre su historia y trayectoria.

## Vida personal
Su esposo fue embajador de Pakistán en los Estados Unidos.